# Portage Des Sioux
Portage Des Sioux és una població dels Estats Units a l'estat de Missouri. Segons el cens del 2007 tenia 367 habitants.

## Demografia
Segons el cens del 2000, Portage Des Sioux tenia 351 habitants, 134 habitatges, i 95 famílies. La densitat de població era de 288,3 habitants per km².
Dels 134 habitatges en un 31,3% hi vivien nens de menys de 18 anys, en un 56,7% hi vivien parelles casades, en un 11,2% dones solteres, i en un 29,1% no eren unitats familiars. En el 26,1% dels habitatges hi vivien persones soles l'11,9% de les quals corresponia a persones de 65 anys o més que vivien soles. El nombre mitjà de persones vivint en cada habitatge era de 2,62 i el nombre mitjà de persones que vivien en cada família era de 3,2.
Per edats la població es repartia de la següent manera: un 25,4% tenia menys de 18 anys, un 4,8% entre 18 i 24, un 29,3% entre 25 i 44, un 25,1% de 45 a 60 i un 15,4% 65 anys o més.
L'edat mediana era de 39 anys. Per cada 100 dones de 18 o més anys hi havia 104,7 homes.
La renda mediana per habitatge era de 38.333 $ i la renda mediana per família de 42.321 $. Els homes tenien una renda mediana de 41.875 $ mentre que les dones 25.000 $. La renda per capita de la població era de 18.693 $. Entorn del 2,8% de les famílies i el 2,3% de la població estaven per davall del llindar de pobresa.

## Poblacions més properes
El següent diagrama mostra les poblacions més properes.